# Zhuansun Shi
Dans ce nom, le nom de famille précède le nom personnel.
Zhuansun Shi (en chinois: 顓孫師), né en 503 av. J-C. est un philosophe chinois. Il est également connu sous son prénom de courtoisie, Zizhang (en chinois子張). Il fait partie des principaux disciples de Confucius (les Douze Philosophes).

## Biographie
Zizhang est un des disciples les plus présents des dialogues avec Confucius, tels que rapportés dans le Lun Yu (Entretiens de Confucius) et notamment dans son chapitre XII. Ses questions, toujours très pertinentes, portent essentiellement sur la politique et l’art de bien gouverner, et, secondairement sur la recherche de la Vertu suprême.
Même si Confucius lui reproche d’en faire « un peu trop », les points qu’ils soulèvent sont l’occasion d’éclairer certains points de la pensée du Maître.
Zizhang est l’auteur de quelques aphorismes de la doctrine confucéenne, dont celui-ci : « Face au danger, un clerc offre sa vie ; la vue du profit ne lui fait pas oublier la justice ; il sacrifie avec piété ; dans le deuil, il manifeste de la douleur. Que voulez-vous de plus ? »
Dans le Lun Yu (Entretiens de Confucius), il est un des rares disciples de Confucius à désavouer, sans intervention du Maître, un autre disciple - Zixia - sur la définition de l’amitié. Le second invitait à ne fréquenter que les gens « comme-il-faut », ce que Zizhang refusait.
C’est à sa demande que Confucius révèle les points-clés de l’art de bien gouverner, répartis en quatre fléaux :
- la terreur,
- la tyrannie,
- le pillage,
- la bureaucratie,

et cinq trésors :
- être généreux sans rien dépenser,
- faire travailler les gens sans les faire grogner,
- avoir des volontés mais pas de convoitises,
- être serein sans être indifférent,
- avoir de l’autorité sans être tyrannique.